# ليزا فاندربامب
ليزا جين فاندربامب (بالإنجليزية: Lisa Vanderpump)‏ (ولدت في 15 سبتمبر 1960) ممثلة، مؤلفة، شخصية تلفزيونية، صاحبة مطعم بريطانية أمريكية، عرفت بظهورها في مسلسل الواقع ربات البيوت الحقيقيات لبيفرلي هيلز ، قواعد فانديربامب، الرقص مع النجوم. تمتلك فاندربومب وزوجها كين تود 26 مطعم وحانة ونوادي في لندن ولوس أنجلوس.

## نشأتها
ولدت ليزا فاندربامب وترعرعت في لندن ، إنجلترا. كانت طالبة دراما بدوام كامل في سن التاسعة.

## روابط خارجية
- ليزا فاندربامب على موقع IMDb (الإنجليزية)
- ليزا فاندربامب على موقع ميوزك برينز (الإنجليزية)
- ليزا فاندربامب على موقع قاعدة بيانات الفيلم (الإنجليزية)
- الموقع الرسمي